# 동신한방병원
동신한방병원 또는 목동동신한방병원은 서울특별시 양천구에 위치한다. 의료법인 해인의료재단에서 운영하는 한방병원으로서, 동신대학교 한의과대학 교육협력병원이다.

## 교통
- 지하철5호선 오목교역

## 같이 보기
- 동신대학교